# 생일선물 (2018년 영화)
"생일선물"(The Birthday Present)은 한국에서 제작된 김미지 감독의 2018년 영화이다. 최현진 등이 주연으로 출연하였다. 제20회 대전독립영화제에 출품되었다.

## 출연
- 최현진: 민수 역
- 장준휘: 형철 역

## 기타
- 프로듀서: 박현석